# 譚廣亨
譚廣亨，JP，兒科手術專家。澳门科技大学副校长。他早年就讀高主教書院小學部，在1969年畢業於香港華仁書院，與張炳良及雷鼎鳴為同屆同學。1976年從香港大學醫學院畢業，曾任教於利物浦大學及牛津大學，2003年至2015年出任香港大學副校長（研究），2015年獲委任為暫任首席副校長。 2017年6月30日獲特區政府委任為太平紳士。2018年2月1日至7月16日曾任香港大學署理校長。
2019年1月，突然請辭首席副校長，無說明原因，校方委任港大經濟學講座教授王漸接替其暫任職位。
2022年4月，校方委任譚廣亨講座教授為澳门科技大学副校长。

## 專利權
譚廣亨擁有4項專利，3項於2003年發行，1項於2007年。